# ヤラー県

ヤラー県
จังหวัดยะลา

- この項目は英語版を元に作成されています。

ヤラー県（ヤラーけん、タイ語: จังหวัดยะลา、マレー語: Jala / جالا）はタイ王国の南部（深南部）にある県（チャンワット）である。ソンクラー県、パッターニー県、ナラーティワート県と接し、県の南部一帯には、マレーシア（ケダ州、ペラ州）との国境が広がる。

## 地理
タイ最南端の県で、マレー半島に位置する。

## 歴史
昔はパタニ王国の領土であった。
詳細はパタニ王国、パッターニーを参照のこと。

## 民族
ヤラーの住民のうち68.9%はムスリムである。66.1%はマレー人である。

## 県章

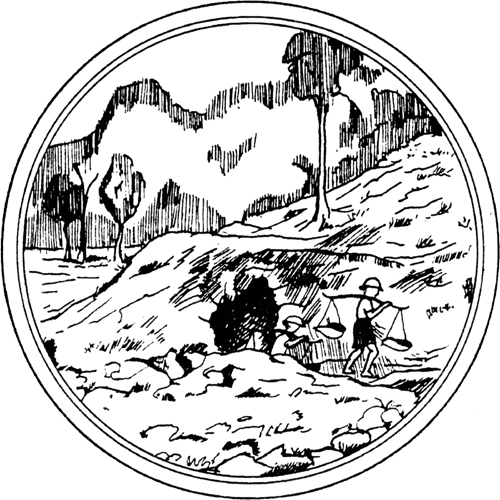
県章

ヤラー県はもともと鉱山で栄えたことから、鉱山技師が描かれている。
県木はムユウジュ（Saraca declinata）、県花はミサキノハナ（Mimusops elengi）。

## 行政区分

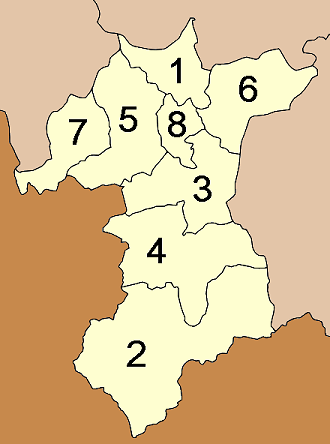
ヤラー県の郡

ヤラー県は8つの郡（アムプー）に分かれ、その下に56の町（タムボン）と、341の村（ムーバーン）に分かれる。
1. ムアンヤラー郡
2. ベートン郡
3. バンナンサター郡（タイ語版）
4. ターントー郡
5. ヤハー郡（タイ語版）
6. ラーマン郡（タイ語版）
7. カーバン郡（タイ語版）
8. クロンピナン郡（タイ語版）